# The Misery Index: Notes from the Plague Years
The Misery Index: Notes from the Plague Years är ett studioalbum av Boysetsfire, utgivet 2006.

## Låtlista
| Nr | Title                                       | Time |
| -- | ------------------------------------------- | ---- |
| 1  | Walk Astray                                 | 4:40 |
| 2  | Requiem                                     | 4:13 |
| 3  | Final Communique                            | 1:56 |
| 4  | The Misery Index                            | 4:10 |
| 5  | (10) and Counting                           | 3:32 |
| 6  | Falling Out Theme                           | 3:46 |
| 7  | Empire                                      | 3:37 |
| 8  | So Long… and Thanks for the Crutches        | 3:10 |
| 9  | With Cold Eyes                              | 3:43 |
| 10 | Déjà Coup                                   | 2:54 |
| 11 | Social Register Fanclub                     | 3:03 |
| 12 | Nostalgic for Guillotines                   | 4:35 |
| 13 | A Far Cry / Still Waiting for the Punchline | 7:25 |

### Fotntoer
1. ↑  ”The Misery Index: Notes from the Plague Years”. Discogs.com. http://www.discogs.com/Boysetsfire-The-Misery-Index-Notes-From-The-Plague-Years/master/106899. Läst 3 maj 2012.